# Alt-Schotten
Die Alt-Schotten Vereinigung ehemaliger Schottengymnasiasten sind der Absolventenverein des 1807 auf kaiserlichen Befehl gegründeten Schottengymnasiums in Wien. Obwohl es im Laufe der Geschichte immer eine starke Verbundenheit der Absolventen zur Schule und auch immer wieder Zusammenschlüsse ehemaliger Schüler gegeben hatte, wurde der Verein der Alt-Schotten erst 1947 offiziell gegründet.
Aufgrund des hohen Anteils von Alt-Schotten in Schlüsselpositionen des öffentlichen Lebens gilt der Verein als sehr einflussreich innerhalb der österreichischen Gesellschaft. Die österreichweit erscheinende Wirtschaftszeitschrift Gewinn listete 2001 die Alt-Schotten in einer Zusammenstellung der 50 mächtigsten Clubs Österreichs auf Platz 26. Der Einfluss der Alt-Schotten rührt aber weniger vom Verein als Institution als vielmehr vom persönlichen Zusammenhalt der einzelnen Mitglieder untereinander her.
Die Mitgliedschaft ist eine freiwillige. Obwohl der Verein eine sehr hohe Beitrittsquote verzeichnet, gibt es auch etliche Absolventen des Schottengymnasiums, die nicht Mitglied werden. Die Bezeichnung „Alt-Schotte“ wird aber meist für alle Absolventen – auch Nicht-Mitglieder – verwendet.

## Vereinszweck
Der Verein dient unter anderem der Förderung des Zusammenhalts zwischen den Absolventen des Schottengymnasiums. Zur besonderen Förderung der Schule wurde die „K.I.L.T.-Foundation“ ins Leben gerufen. Der Name steht für Kultur und Erziehung im christlichen Weltbild, Intellekt, Lebensfreude und Tradition. Seit 2002 geben die Alt-Schotten den Schottillion als Kommunikationsplattform für Vereinigung und Schule heraus.

## Alt-Schotten-Ball
Jedes Jahr findet am zweiten Samstag im Jänner der Ball der Alt-Schotten im Wiener Palais Auersperg statt. Traditionell wird der Ball vom Abt des Wiener Schottenstifts eröffnet.

## Alt-Schotten und Politik
Den Alt-Schotten werden meist gute Kontakte zur österreichischen Politikszene, vor allem zur ÖVP, nachgesagt. 1995 bis 1997 stellten die Alt-Schotten in der österreichischen Bundesregierung drei Bundesminister gleichzeitig. Allerdings lässt sich hier die ÖVP-Nähe ausnahmsweise nicht nachweisen. Neben dem damaligen Vizekanzler und Außenminister Wolfgang Schüssel (ÖVP, 2000–2007 Bundeskanzler) waren dies nämlich die SPÖ-Mitglieder Franz Hums (Arbeits- und Sozialminister) und Rudolf Scholten (Wissenschaftsminister).
Absolventen der „Schotten“ sind auch die ÖVP-Politiker Hans Tuppy (ehem. Wissenschaftsminister), die bereits verstorbenen Michael Graff (ehem. Generalsekretär der ÖVP), Manfred Mautner Markhof (ehem. Bundesrat) und Leopold Guggenberger (ehem. Bürgermeister von Klagenfurt) sowie Peter Marboe (ehem. Wiener Kulturstadtrat), der grüne Politiker Christoph Chorherr, außerdem Hans-Georg Possanner († 2006), ÖVP-nahe und bis 2006 Pressesprecher der „Ständigen Vertretung Österreichs bei der EU“.
Außerdem besuchte Hans Adam II., das Staatsoberhaupt Liechtensteins, das Schottengymnasium.

## Alt-Schotten und Wirtschaft
Mit Andreas Treichl (Generaldirektor der Ersten Bank) und Wolfgang Reithofer (CEO von Wienerberger) wurde 2003 und 2004 in zwei aufeinanderfolgenden Jahren ein Alt-Schotte von der österreichweit erscheinenden Wirtschaftszeitschrift Trend zum „Mann des Jahres“ gekürt.
Weitere prominente Alt-Schotten aus dem Bereich der Wirtschaft sind etwa Gustav Harmer (ehem. Vorstand der Ottakringer Brauerei) und Heinrich Treichl (ehem. Generaldirektor der Creditanstalt).

## Alt-Schotten und Wissenschaft
1973 erhielten die beiden Alt-Schotten Konrad Lorenz und Karl von Frisch für ihre Arbeiten im Bereich der vergleichenden Verhaltensforschung den Nobelpreis für Physiologie oder Medizin (gemeinsam mit Nikolaas Tinbergen).
Schon 1927 hatte der ehemalige Schottengymnasiast Julius Wagner-Jauregg für die Entwicklung der Malariatherapie ebenfalls den Nobelpreis für Physiologie oder Medizin erhalten.